# Jiřina Bohdalová
Jiřina Bohdalová (Prága, 1931. május 3.–) csehszlovák színésznő. Lánya Simona Stasova (1955) színésznő.

## Életpályája
Szülei Frantisek Bohdal és Marie Bohdalova voltak. Színi tanulmányokat folytatott, majd színpadra lépett. 1956-tól szerepel filmekben. Az 1960-as években vált főszereplővé.

### Munkássága
Ismert alakítása Vera boldogtalan figurája A. Kachlyk És zuhogott rájuk a boldogság című napjainkban (1970) játszódó drámai hangvételű szerelmi történetében.

## Filmjei
- Honzík utazása (Honzíkova cesta) (1957)
- Nagyapó automobil (Dedecek automobil) (1957)
- Florenc 13:30 (1957)
- Ma utoljára (1958)
- Májusi emlékek (1959)
- Utazik a cirkusz (1961)
- A megszökött falu (1961)
- Florián (1961)
- A szív labirintusa (1961)
- Pirosbetűs hétköznapok (1962)
- Egy kislány iskolába megy (1962)
- Amikor jön a macska (1963)
- Komédia a kilinccsel (Komedie s Klikou) (1964)
- A fehér asszony (1965)
- Hölgy a síneken (Dáma na kolejích) (1966)
- Moha és Páfrány (1968-1971)
- Világfiak (1969)
- Ördög mérnök halála (1970)
- Négy gyilkosság elég lesz, kedvesem! (1970)
- A fül (1970)
- Pan Tau (1970-1975)
- Rákosnícek a hvezdy (1976-1978)
- Bakalári (1980-1985)
- Bulldogok és cseresznyék (1981)
- Mindenki tanköteles (1984)
- Paragrafy na kolech (1985-1989)
- Mesék a hó alatt (1986)
- Humberto cirkusz (1988)
- Versengés a kastélyban (1993)
- Állatklinika a város szélén (1994)
- Fany (1995)
- Lázadók (2001)
- Pojistovna stestí (2004-2010)
- Za oponou (2005-2006)
- Ach, ty vrazdy! (2010-2012)

## Díjai
- Cseh Oroszlán-díj (1994, 1996)